# Saint-Ouen-sur-Iton
Saint-Ouen-sur-Iton is een gemeente in het Franse departement Orne (regio Normandië) en telt 871 inwoners (2005). De plaats maakt deel uit van het arrondissement Mortagne-au-Perche.

## Geografie
De oppervlakte van Saint-Ouen-sur-Iton bedraagt 14,1 km², de bevolkingsdichtheid is 61,8 inwoners per km².
De onderstaande kaart toont de ligging van Saint-Ouen-sur-Iton met de belangrijkste infrastructuur en aangrenzende gemeenten.

## Demografie
Onderstaande figuur toont het verloop van het inwonertal (bron: INSEE-tellingen).